# Echt (Sendung)
ECHT (Untertitel: Das Magazin zum Staunen) ist eine Fernsehsendung, die vom Mitteldeutschen Rundfunk (MDR) produziert und im MDR Fernsehen gesendet wird. Die Ausstrahlung erfolgt alle 14 Tage dienstags um 21:15 Uhr. ECHT ist ein Wissensmagazin, das naturwissenschaftliche Phänomene und Geheimnisse besonders in Mitteldeutschland erklärt und ihnen auf unterhaltsame Weise auf die Spur geht.
Seit Sendestart im September 2005 moderiert der bekannte Sportmoderator und Journalist Sven Voss das Wissensmagazin ECHT. Die redaktionelle Verantwortung für die Sendung liegt bei der MDR-Fernsehredaktion Wissenschaft und Bildung im Programmbereich Kultur und Wissenschaft.

## Geschichte
Nach der Pilotfolge im Juni 2005 ging das Wissenschaftsmagazin des MDR am 27. September 2005 das erste Mal auf Sendung. Der offizielle Titel lautete „ECHT!“. Bei der Premiere moderierte Sven Voss von der IMA in Dresden. Dort wurde der Luftgigant von Airbus, der A 380 zum ersten Mal dem sogenannten Lebensdauertests unterzogen.
Seitdem läuft ECHT jeden zweiten Dienstag im MDR-Fernsehen. Zunächst wurden polythematisch aktuelle Themen aufgegriffen und mit Hintergrundinformationen aufgearbeitet. Den Untertitel „Das Magazin zum Staunen“ erhielt die Sendung 2008. Heute ist die Sendung monothematisch konzipiert. Mit Moderationen an den Orten, wo Wissenschaft stattfindet – in Labors, Versuchsräumen, und am Objekt selbst – wird bei ECHT ein komplexes Thema vielseitig erklärt.

## Themen
Die Sendung greift Themen aus allen Wissenschaftsdisziplinen auf, insbesondere aus den Natur-, Wirtschaftswissenschaften, der Technik und der Geographie. Gestaltungselemente sind insbesondere Archivmaterial und Eigenmaterial in Form von nachgestellten Szenen und Interviews mit Wissenschaftlern.
Als Brücke zwischen Wissenschaft und Zuschauer dient die Sendung der Vermittlung komplizierter Fachthemen. Aktuelle Ereignisse, ungewöhnliche Phänomene und Brisantes aus dem Alltag sind die Rahmengeschichten, in denen komplexe wissenschaftliche Vorgänge verständlich erklärt werden. Dabei helfen Wissenschaftler aus dem Sendegebiet. Ihre Kompetenz gibt dem Magazin die notwendige Glaubwürdigkeit. Emotionen bringen die bewegenden Geschichten von Zeitzeugen.